# 电邮炸弹
电邮炸弹（英語：Email bomb）是国际互联网上的一种恶意滥用电子邮件的行为，其目的是使目标邮箱超额或使目标邮件服务器瘫痪。有两种形式的电邮炸弹：群发电子邮件和滥订邮件列表。

## 方法
这里有三种方法去进行电邮炸弹的操作：群发邮件，滥订邮件列表和Zip邮件炸弹。

### 群发邮件
群发邮件由向一个相同的邮件地址发送大量重复的邮件组成。这种类型的电邮炸弹的设计很简单，但极其简单也意味着垃圾邮件过滤器可以非常容易地检测它们。使用群发邮件的电邮炸弹通常是使用僵尸网络进行DDoS攻击来执行，僵尸网络是指受恶意软件危害并在攻击者控制下的计算机的分层网络。与垃圾邮件的使用类似，攻击者指示僵尸网络发送数百万甚至数十亿电子邮件，但与正常的的僵尸网垃圾邮件不同，这些电子邮件都只针对一个或几个攻击者希望淹没的地址。这种形式的电邮炸弹与其它DDos洪水攻击的目的相似。由于攻击目标通常是处理企业网站和电邮账号的专用主机，因此这种类型的攻击对于主机的两种服务都具有破坏性。
因为有使用多个源地址以及每个僵尸计算机发送不同消息或采用匿名技术战胜垃圾邮件过滤器的可能性，以至于这种类型的攻击比简单的群发邮件炸弹更难防御。

### 邮件列表
滥订邮件列表也被称为电邮集群炸弹，意思是使用特定电子邮件地址订阅多个电子邮件列表。然后，受害者必须手动取消订阅这些不需要的服务。攻击可以通过简单的脚本自动执行：这很容易，几乎不可能追溯到犯罪者，而且可能具有非常的破坏性。2016年8月观测到针对此类.gov电邮地址的大规模攻击。
为了防范这类攻击，大多数电子邮件订阅服务都会在该电子邮件注册订阅时向该人的收件箱发送确认电子邮件。但是，即使是确认电子邮件也会导致攻击。更好的防御措施可以防止网站在不放弃订阅表格的情况下被利用。填写订阅表单后，Web站点将动态创建一个mailto链接到自身。然后，合法用户将发送消息以验证请求，而无需从网站接收任何电子邮件。虽然发件人的电子邮件可能是冒名顶替的，但是发件人的SMTP IP地址却不能冒充。因此，列表管理器可以验证表单请求中的电子邮件是否与验证消息的原始SMTP服务器匹配。

### Zip 轰炸
ZIP炸弹是邮件轰炸的变种。在大多数商业邮件服务器开始使用防病毒软件检查邮件并过滤某些恶意文件类型之后，EXE，RAR，Zip，7-Zip，邮件服务器软件随后被配置为解压缩档案并检查其内容。一个突破这种解决方案的新想法是组成一个巨大的文本文件“炸弹”，例如，只包含重复数百万次的字母z。这样的文件将被压缩成一个相对较小的存档，但是它的解包（特别是早期版本的邮件服务器）会使用更多的处理服务，这可能导致拒绝服务。ZIP或.tar.gz文件甚至可以包含自身的副本，如果服务器检查嵌套的归档文件，则会导致无限递归。